# Rosa 'Madame Legras de St. Germain'
Rosa 'Madame Legras de St. Germain' — старинный сорт роз класса Альба. Сорт создан до 1848 года. 
Возможно гибрид Альба × Damask. Используется в качестве декоративного садового растения. 

## Биологическое описание
Высота куста 185—455 см, ширина 185—215 см. Высота сильно зависит от наличия опор для побегов. Шипов мало. Побеги гибкие, напоминают побеги 'Madame Plantier'.
Листья зелёные.
Цветки плоские, махровые, белые с лимонно-жёлтыми оттенками (особенно в центре). Аромат сильный, цитрусовый. 
Цветение однократное, редко повторное осенью.

## В культуре
Зоны морозостойкости: от 3b до 9b.